# Kalborsita
La kalborsita és un mineral de la classe dels silicats. Rep el nom de la seva composició química.

## Característiques
La kalborsita és un silicat de fórmula química K₆Al₄BSi₆O20(OH)₄Cl. Cristal·litza en el sistema tetragonal. La seva duresa a l'escala de Mohs és 6.
Segons la classificació de Nickel-Strunz, la kalborsita pertany a «09.GA - Tectosilicats amb H₂O zeolítica; Zeolites amb unitats T₅O10 – Zeolites fibroses» juntament amb els següents minerals: gonnardita, mesolita, natrolita, paranatrolita, escolecita, thomsonita-Ca, thomsonita-Sr i edingtonita.

## Formació i jaciments
Va ser descoberta al circ d'apatita del mont Rasvumtxorr, al massís de Khibini (Rússia). També ha estat descrita a la propera mina Tsentral'nyi, i a la mina d'apatita Kirovskii, al Kukisvumtxorr. Aquests tres indrets són els únics de tot el planeta on ha estat descrita aquesta espècie mineral.	